# Dương Phong
Dương Phong là một xã thuộc huyện Bạch Thông, tỉnh Bắc Kạn, Việt Nam.

## Địa lý
Xã Dương Phong có vị trí địa lý:
- Phía bắc giáp xã Đôn Phong
- Phía đông giáp xã Quang Thuận
- Phía nam giáp huyện Chợ Mới và huyện Chợ Đồn
- Phía tây giáp huyện Chợ Đồn.

Xã Dương Phong có diện tích 49,92 km², dân số năm 2019 là 1.785 người, mật độ dân số đạt 36 người/km².
Sông Cầu chảy qua địa bàn xã theo chiều tây-đông, ngoài ra xã còn có các phụ lưu của sông như: Khuổi Huốp, Khuổi Quang, Khuổi Thảnh, Khuổi Mú, Khuổi Ngược, Khuổi Mai, suối Thôm Pùng - Khuổi Lẻng - Khuổi Chạp, Khuổi Quăn, Khuổi Cuồng, Khuổi Quéng, Khuổi Vài, Khuổi Bún, Khuổi Pác, Khuổi Vằm,... Xã có tỉnh lộ 257 (nay là quốc lộ 3b) chạy qua địa bàn, song song với sông Cầu.

## Hành chính
Xã Dương Phong được chia thành 10 thôn bản: Nà Chèn, Bản Mèn, Bản Pè, Tổng Mú, Tổng Ngay, Nà Coọng, Khuổi Cò, Bản Chàn, Bản Mún 1, Bản Mún 2.